# David Hodo
David « Scar » Hodo, né le 7 juillet 1947 à San Andreas en Californie, a le rôle de l'ouvrier du bâtiment dans le groupe musical « Village People ». Il est l'un des trois membres  qui continuent à jouer avec le groupe (les deux autres sont Felipe Rose, l'indien et Alex Briley, le soldat)